# Iosif Boroș
Iosif Boroș, romunski rokometaš, * 19. marec 1953, Brașov.
Leta 1980 je na poletnih olimpijskih igrah v Moskvi v sestavi romunske rokometne reprezentance osvojil bronasto olimpijsko medaljo; uspeh je ponovil čez štiri leta.